# خوستاف فان کاوتر
خوستاف فان کاوتر (انگلیسی: Gustaaf Van Cauter؛ زادهٔ ۳۱ مارس ۱۹۴۸) دوچرخه‌سوار اهل بلژیک است.